# قادرية
القادرية هي أحد الطرق الصوفية السنية والتي تنتسب إلى عبد القادر الجيلاني (471 هـ - 561 هـ)، وينتشر أتباعها في بلاد الشام والعراق ومصر وشرق أفريقيا وشمال أفريقيا. وقد كان لرجالها الأثر الكبير في نشر الإسلام في قارة أفريقيا وآسيا، وفي الوقوف في وجه المد الأوروبي الزاحف إلى المغرب العربي.

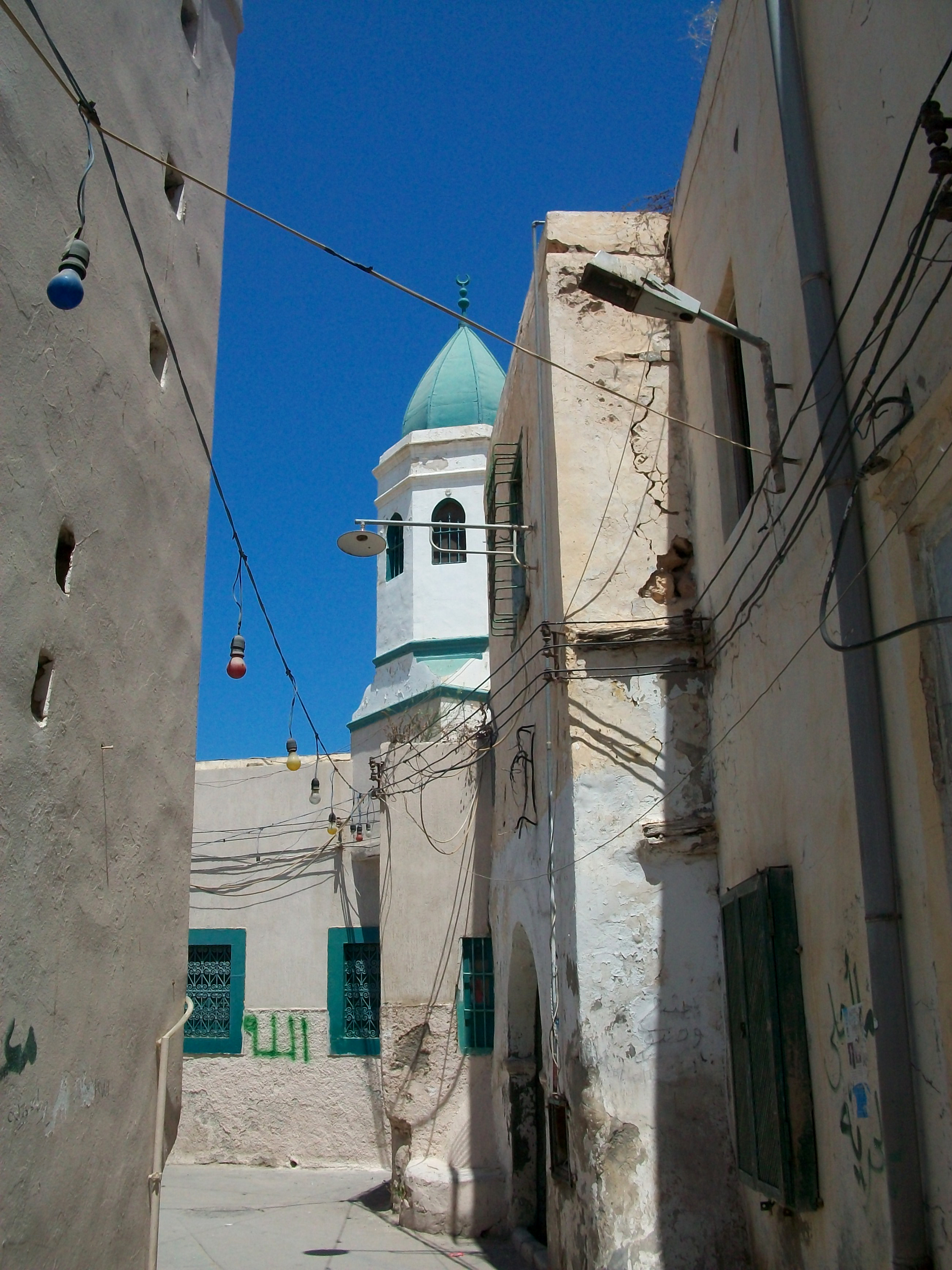
الزاوية القادرية بطرابلس ليبيا

## مؤسس الطريقة
هو عبد القادر بن أبي صالح بن عبد الله الجيلي الحسني، ولد في 11 ربيع الثاني وهو الأشهر سنة 470 هـ الموافق 1077م، وهناك خلاف في محل ولادته، حيث توجد روايات متعددة أهمها القول بولادته في جيلان في شمال إيران حالياً على ضفاف بحر قزوين، والقول أنه ولد في جيلان العراق وهي قرية تاريخية قرب المدائن 40 كيلو متر جنوب بغداد، وهو ما أثبتته الدراسات التاريخية الأكاديمية وتعتمده العائلة الكيلانية ببغداد، وقد نشأ عبد القادر في أسرة وصفتها المصادر بالصالحة، فقد كان والده أبو صالح موسى معروفا بالزهد وكان شعاره مجاهدة النفس وتزكيتها بالأعمال الصالحة ولذا كان لقبه «محب الجهاد».، وقدم بغداد شاباً سنـة 488 هـ ، وتفقه على عدد من مشايخها. جلس للوعظ سنة 520 هـ، وحصل له القبول عند الناس، واعتقدوا ديانته وصلاحه، وانتفعوا بكلامه ووعظه. اشتهر عن الشيخ عبد القادر ما يدل على فقهه وعلمه. وظهرت على يديه الكثير من الكرامات، وتاب وأسلم على يديه العديد من الناس. توفي وعمره 90 عاماً ودفن في رواق مدرسته سنة 561 هـ.

## قواعد الطريقة القادرية
يذكر مخلف العلي أهم قواعد وأسس الطريقة القادرية:
- الالتزام بالكتاب والسنة: يقول الشيخ عبد القادر الجيلاني: (طريقتنا مبنية على الكتاب والسنة فمن خالفهما فليس منا). ويقول: (اجعل الكتاب والسنة جناحيك طر بهما إلى الله).
- الجَـدٌ والكًـدٌ ولزوم الحَـدٍ حتى تنقد: ومعنى (جـد) الجدية في سلوك الطريق إلى الله، ومعنى (كـد) بذل الجهد والجوارح والنفس والروح في السير إلى الله بدون هوادة ولا تراخي، ومعنى(لزوم الحد) الالتزام بالشريعة وتحليل الحلال وتحريم الحرام والوقوف عند حدود الله وعدم تجاوزها، ومعنى (حتى تنقد) حتى تجف النفس عن المعاصي والذنوب والشهوات والملذات والأخلاق السيئة ولا يبقى فيها إلا الله جل في علاه.
- الاجتماعٌ والاستماعٌ والإتباعٌ حتى يحصل الانتفاع: ومعنى هذا الاجتماع بالصالحين والعلماء والمرشدين والأخوة في الله والاستماع لهم بأدب وإتباع ما يقولون وما يأمرون من الهدي النبوي وبذلك يحصل لدينا الانتفاع والوصول لما وصلوا إليه.
- الاعتقاد بشيخ الطريقة العقيدة الصحيحة: ومعنى هذا أن يحبوه ويحترموه ويقدروه ولا يهملوه ولا يعظمونه فوق الحد المطلوب ولا يغلوا في حبه ولا يعتقدوا فيه العصمة فإنه بشر يخطئ ويصيب لكنه محفوظ بعناية الله إن أخطأ سرعان ما يرجع إلى الله ويتوب إليه، يقول الشيخ عبد القادر الجيلاني في كتابه الغنية: (يا بني إياك أن تنظر إلى شيخك أنه معصوم إنما هو بشر يخطئ ويصيب فإن رأيت منه مخالفة فابحث له عن عذر شرعي فإن لم تجد له عذر فاستغفر له الله فإنه بشر يخطئ ويصيب).
- حب الشيخ: لكن حب الله والرسول مقدم عليه وهو المراد الحقيقي من السير والسلوك على يد الشيخ المرشد فهو دليلنا إلى حب الله ورسوله .
- الدعوة إلى الله
- كثرة الذكر لله تعالى: فالذكر هو المعراج في السير إلى الله في الطريقة القادرية، فمن أهم أعمال المريد كثرة الأذكار والمداومة عليها وعلى الاستغفار والصلاة على الرسول بالليل والنهار وبذلك يرتقي المريد في مقامات المحبة لله ولرسوله والذكر هو الوسيلة العظمى لتزكية النفس وتربيتها وتحليتها بالأخلاق المحمدية.
- محبة آل البيت: وحبهم مقدم على كل من سواهم من الناس لأنهم بضعة النبي ووصيته لأمته، مع الحب والتقدير والإكبار والإجلال للصحابة وعلى رأسهم أبو بكر وعمر بن الخطاب وعثمان بن عفان وعلي بن أبي طالب.
- حب كل الأولياء والصالحين: وحب مشايخ ومرشدين الطرق الأخرى، ولا يفرقون ولا يميزون بين طريقة وأخرى، ولا يتعصبون لطريقتهم ولا يطعنون بالطرق الأخرى التي تنهج منهج الكتاب والسنة، وذلك كله مع المحبة والتعظيم والتقدير لطريقتهم ولمشايخهم كما ينبغي أن يكون.

## شروط الشيخ المرشد عند الإمام الجيلاني
قال الشيخ عبد القادر الجيلاني في القصيدة العينية:
لقد أسس الإمام الجيلاني طريقته وفق الكتاب والسنة ووضع لها ضوابط شرعية حتى لا يكثر الشطط والنقصان والتغيير والابتداع ويدعي المشيخة من يقدر ومن لا يقدر ومن يعلم ومن لا يعلم. فوضع الشيخ ضوابط وشروط ينبغي أن تتوفر بالشيخ المرشد الذي يتصدر للإرشاد وهذه الشروط هي:
لقد بين الشيخ في هذه الأبيات بعض شروط الشيخ المربي وهي خمس. فإن لم تتوفر فيه فليس لديه الأهلية للإرشاد وهذه الشروط هي:
- أن يكون عالماً بأحكام الشريعة والدين عالم بالحلال والحرام عالم بحدود الشرع وعالم بالسنة النبوية وعالم بما علم من الدين بالضرورة وهذا معنى قول الشيخ (عليم بأحكام الشريعة ظاهراً)
- أن يكون عالماً بعلم الحقيقة والطريقة وعالم بأحوال القلوب والنفوس وطرق تزكيتها وخبير بأحوال السالكين وتدرجهم في الطريق إلى الله ويكون قد أخذ هذا العلم من شيخ مرشد كامل عبر سند متصل إلى رسول الله وهذا معنى قول الشيخ (ويبحث عن علم الحقيقة عن أصل).
- أن يكون كريماً سخياً مع ضيوفه والسخاء من صفات رب العالمين ومن خلق الرسول الكريم والصالحين فلا يليق بالمرشد أن يكون بخيلاً كما جاء في الحديث ما جبل ولي الله إلا على السخاء وحسن الخلق فيكرم ضيوفه ورواد زاويته دون التقصير بحق ضيافتهم وأن تدوم البسمة على وجهه وان يكون رحب الصدر وهذا معنى قول الشيخ(ويظهر للورَّادِ بالبشر والقرى).
- أن يكون متواضعاً للمؤمنين يخضع لهم بالقول والفعل وهذه الخصلة هي من خصال النبي حيث أمره الله فقال له (وَاخْفِضْ جَنَاحَكَ لِلْمُؤْمِنِينَ).[9] وكان الشيخ عبد القادر الجيلاني معروفاً بتواضعه للفقراء وكان يجلس معهم ويطاعمهم ويتجنب مجالسة الأغنياء والكبراء والأمراء والوزراء إلا إذا أراد نصح لهم وهذا معنى قول الشيخ (ويخضع للمسكين بالقــول والفعل).
- أن يكون قد ناجحاً في تربية المريدين وتزكية نفوسهم ولن يكون له هذا إلا إذا كان قد زكى نفسه قبل ذلك على يد شيخ خبير بارع وأن يكون قد أذن له بالإرشاد والمشيخة من قبل شيخه وفق سند متصل وهذا معنى قول الشيخ (يهذب طلاب الطريق ونفسه مهذبة من قبل ذو كرم كلي).[10]

## أماكن الانتشار
ينتشر أتباع الطريقة القادرية في كثير من البلاد أشهرها: سوريا وتركيا والعراق والمغرب والجزائر وفلسطين ولبنان و الصومال وتنزانيا، وكينيا، وأوغندا، وموزمبيق والكاميرون ونيجيريا والصين والاتحاد السوفيتي وغانا وإيران والجزائر والسودان والنيجر ومالي وغينيا وتشاد وأفغانستان وباكستان والصومال وأندونيسيا ويوغسلافيا ومصر وتونس وماليزيا وارتيريا.

## تفرعات الطريقة القادرية
تفرعت عن الطريقة القادرية عدة طرق منها:
- الطريقة القادرية الفارضية ( مصر )
- الطريقة القادرية المحمدية بأحفير (المغرب)
- الطريقة القادرية الكنتية بالسودان والغرب الأفريقي والمغرب.
- الطريقة القادرية الرزاقیة. لشيخها الشيخ سيد رزاق علي الغيلاني.
- الطريقة القادرية الجيلانية بوجدة (المغرب) لشيخها سيدي عبد الله زندافوا
- الطريقة القادرية البودشيشية.
- الطريقة القادرية العركية.
- الطريقة النقشبندية القادرية.
- الطريقة البريفكانية القادرية.
- الطريقة العلية القادرية الكسنزانية.
- الطريقة القادرية (دائرة الشيخ حسن القرة جيواري).
- الطريقة الزعبية القادرية العلية.
- الطريقة القادرية النورية.
- الطريقة الرضوية البركاتية. لشيخها الشيخ محمد أختر رضا القادري الأزهري مفتي دولة الهند
- الطريقة الكنزية القادرية لشيخها السيد أبو الليث حمزة الأسد يوسف آل السيد القادري الشافعي
- الطريقة القادرية الجعلية بالسودان
- الطريقة القادرية الأوسية بالصومال وكينيا وتنزانيا وأوغندا ودول الخليج
- الطريقة القادرية الرضوية العطارية لشیخھا الشیخ محمد الیاس العطار القادري الرضوي الضیائي أمير الدعوة الإسلامية.